# Columbammina ossidasi
La columbammina ossidasi è un enzima appartenente alla classe delle ossidoreduttasi, che catalizza la seguente reazione:
2 columbammina + O2 ⇄ 2 berberina + 2 H2O
L'enzima è una proteina contenente ferro. L'ossidazione della struttura del O-metossifenolo genera il gruppo metilenediossi della berberina.